# Фирташ, Дмитрий Васильевич
Дми́трий Васи́льевич Фи́рташ (укр. Дмитро Васильович Фірташ; род. 2 мая 1965, с. Богдановка (ныне — Синьков), Тернопольская область, УССР, СССР) — украинский олигарх, бизнесмен и инвестор, миллиардер.

## Биография
Родился 2 мая 1965 в селе Синьков (ранее Богдановка) Залещицкого района Тернопольской области. Отец Дмитрия был водителем, затем преподавал в автошколе. Мать имеет два образования — ветеринарное и экономическое, работала бухгалтером на сахарном заводе.
В 1984 году окончил Краснолиманское железнодорожное профтехучилище.

В 1984—1986 годах служил в армии. Во время прохождения службы Дмитрий Фирташ был награждён медалью ВДНХ «За достигнутые успехи в развитии народного хозяйства СССР» и орденом «Знак почёта».
По возвращении из армии работал пожарным в Черновцах, но вскоре стал предпринимателем. Закончил Национальную академию внутренних дел Украины по специальности «правоведение».
1 ноября 2018 года были введены российские санкции против 322 граждан и 68 компаний Украины. Сам Фирташ не попал под санкции, но в список были включены несколько принадлежащих ему предприятий.

## Деловая активность
За последние 15 лет Дмитрий Фирташ стал собственником активов энергетики, химической и титановой промышленности в Центральной и Восточной Европе. Его предприятия и компании осуществляют деятельность на Украине, в Австрии, Венгрии, Германии, Италии, на Кипре, в Таджикистане, Швейцарии, Эстонии.
В 1988 году бизнесмен начал работать в сфере торговли в Черновцах, затем в Москве.
В 1993 году он основал собственный энергетический бизнес — наладил торговые связи со среднеазиатским регионом и организовал поставки туркменского газа на Украину в обмен на продовольственные товары.
В 2002 году Дмитрий Фирташ создал компанию Eural TransGas, которая заключила эксклюзивные контракты на поставки туркменского газа на Украину. В то же время Дмитрий Фирташ начал инвестировать в химическую промышленность, приобретя контрольный пакет акций завода «Таджик Азот» — одного из ведущих производителей минеральных удобрений в Средней Азии.
В 2003 году Дмитрий Фирташ приобрёл химический завод «Нитроферт» — единственного в Эстонии производителя аммиачных удобрений, имеющего доступ к портам Балтийского моря. Затем он создал в Венгрии компанию «Emfesz» для развития газового и энергетического бизнеса. Через два года эта компания получила лицензию на продажу природного газа в Польше. В этом же году Дмитрий Фирташ стал акционером ОАО «Ривнеазот» — крупного производителя азотных удобрений на западе Украины.
В 2004 году украинский бизнесмен совместно с Газпромом создал компанию «РосУкрЭнерго» для осуществления транзита газа на Украину и в страны Европейского Союза. В этом же году была приобретена австрийская компания Zangas Hoch- und Tiefbau GmbH, специализирующаяся на строительстве газопроводов. В этом же году Дмитрий Фирташ стал главным инвестором «Крымского содового завода» (Красноперекопск) и «Крымского ТИТАНA» (Армянск). 7 июля 2014 российский «Газпром» и австрийская Centragas Holding AG, подконтрольная украинскому бизнесмену Дмитрию Фирташу, приняли решение о ликвидации компании РосУкрЭнерго AG (RUE, Швейцария).
В 2007 году с целью консолидации управления активами в различных сферах бизнеса была создана Group DF (англ. The Firtash Group of Companies). В её состав вошёл ряд активов в сфере химической промышленности, энергетики и недвижимости.
В 2010 году для укрепления позиций Украины на мировом рынке удобрений Дмитрий Фирташ начал процесс объединения украинских азотных предприятий. В сентябре 2010 года он приобрёл химическое предприятие ПАО «Концерн Стирол», г. Горловка, Донецкой области, основной производитель аммиака, карбамида, аммиачной силитры и нитрит-нитратовых солей в регионе. До марта 2011 года к химическим активам добавились Северодонецкое объединение «Азот» и черкасский «Азот».
В июле 2011 года Дмитрий Фирташ стал мажоритарным акционером крупного украинского розничного банка «Надра».
В ноябре 2011 года Дмитрий Фирташ был избран Председателем Совета Федерации работодателей Украины. Сегодня членами ФРУ являются около 10 тысяч предприятий, на которых работает более 5 миллионов человек. Члены Федерации фактически составляют основу экономики страны: они производят 70 % ВВП Украины.
В феврале 2013 года компания GDF MEDIA LIMITED, входящая в группу компаний Дмитрия Фирташа Group DF, приобрела компанию U.A. Inter Media Group Limited (объединяющей телеканалы Интер, Интер+, К1, К2, Мега, НТН, Пиксель, Enter-фильм и Zoom).
23 января 2014 года группа компаний Group DF подписала соглашение с итальянской группой Intesa Sanpaolo о приобретении 100 % акций украинского «Правэкс-Банка».
25 мая 2022 года судебным решением 26 операторов газораспределительных сетей, включая облгазы Фирташа, передали Агентству по управлению и менеджменту активов, которое передало полученные облгазы «дочке» НАК «Нафтогаз» компании «Черноморнефтегаз».

### Основные активы
Предприятия и компании Group DF осуществляют свою деятельность на Украине, в Австрии, Венгрии, Германии, Италии, Таджикистане, Швейцарии и Эстонии.
В структуру холдинга Group DF (Group of Dmitry Firtash) входят:
- Centragas Holding AG (Австрия — 90 %):
  - УкрГазЭнерго (UkrGasEnergo) — украинская газоторговая компания (50 %)
  - Emfesz Kft — венгерская газоторговая компания и поставщик энергетических услуг (100 %)
  - Euronit Kft — венгерская компания (100 %)
  - Zangas Hoch- und Tiefbau GmbH — австрийская компания, специализирующаяся на строительстве газовой инфраструктуры (100 %)

В настоящее время Group DF объединяет активы в сфере химической промышленности, энергетики, недвижимости, агробизнеса, газового и медиабизнеса.
На предприятиях в 11 странах Европы и Центральной Азии, входящих в состав Group DF, занято свыше 100 тысяч человек.
Кроме непосредственного контроля компаний, в которых Фирташ владеет контрольными пакетами, группа Фирташа контролирует и другие структуры. Так, Фирташ фактически контролирует государственные газовые компании «Укргаздобыча» и «Укртрансгаз».
Осенью 2012 года Group DF Дмитрия Фирташа увеличивает своё присутствие на украинском розничном рынке газа — посредством приватизации государственных пакетов акций облгазов. Проданные Фирташу облгазы получили государственные газораспределительные сети на праве хозяйственного ведения (бесплатная аренда). К 2018 году ему принадлежало 70 % облгазов страны.
Группа компаний Group DF стремится создать вертикально-интегрированную международную группу компаний, которая охватит всю производственную цепочку от добычи титаносодержащих руд до производства различных видов конечной продукции. Помимо предприятий, входящих в Группу, в аренде Group DF несколько лет находились государственные Иршанский ГОК и Вольногорский ГМК. «Иршанский горно-обогатительный комбинат» (Иршанск, Украина) — (ЦИК комбината находился в аренде в Group DF до 5 сентября 2014 г.) и «Вольногорский горно-металлургический комбинат» (Вольногорск, Украина) — (ЦИК комбината находился в аренде в Group DF до 5 сентября 2014 г.).

### Оценка состояния
Летом 2006 года журнал «Корреспондент» в рейтинге 30 самых богатых украинцев поставил предпринимателя на восьмое место. В конце 2006 года Фирташ вошёл в очередной ежегодный список самых богатых людей Центральной и Восточной Европы, составленный польским журналом Wprost. Его состояние оценили в $2,4 млрд. В феврале 2008 года журнал «Фокус» присудил ему 11-ю позицию в рейтинге богатейших украинцев, с активами на $1,71 млрд.
В 2012 году журнал «Forbes» присудил ему 14-ю позицию в рейтинге богатейших украинцев, с активами на $673 млн.
В рейтингах самых богатых людей Украины журнала «Фокус» занимал 4-е (2013 год, $3,327 млрд), 5-е (2014 год, $2,7 млрд.), 9-е (2015—2016 годы, 665 и 623 млн долл.) и 10 (2017 год, 640 млн долл.) место.

### Инвестиции
За последние 15 лет Дмитрий Фирташ стал собственником активов энергетики, химической и титановой промышленности в Центральной и Восточной Европе.
Общий объём инвестиций в «Ривнеазот», «Стирол», северодонецкий и черкасский «Азоты» за период с сентября 2010 года по сентябрь 2013 года составил около 3,2 млрд грн.
Для того, чтобы вывести Украину в число крупнейших стран-поставщиков титановой продукции Дмитрий Фирташ предложил правительству создать государственно-частный титановый холдинг, который бы объединил все титановые предприятия Украины. Для расширения сырьевой базы титановой промышленности Украины Группа компаний Дмитрия Фирташа Group DF в 2010 году запустила Междуреченский горно-обогатительный комбинат.

## Политическая деятельность
Беспартийный. Во время избирательной кампании 2002 года был членом Всеукраинского политического объединения «Жінки за майбутнє», опекаемого Людмилой Кучма, женой президента Украины. Однако пройти в парламент не смог.
Агентство модернизации Украины (создано в 2015).
В 2021 г. стал советником постоянного представительства Республики Беларусь при международных организациях в Вене.

## Скандалы и критика
В интервью 2011 года нардеп Украины от партии «Блок Юлии Тимошенко» Сергей Соболев высказал мнение, что «Фирташ — это та цепь, которая связала двух Викторов: Ющенко и Януковича». Соболев также отмечал: «Не демонизируя Фирташа, скажу, в конечном счёте Ющенко лично принимал решение: брать схему Фирташа или выходить на прямые контракты с РАО Газпром. Но он выбрал путь через Фирташа».
Во время акций протеста Евромайдана российские журналисты называли Дмитрия Фирташа одним из спонсоров украинской оппозиции — Кличко, Тягнибока и Яценюка, а также одним из спонсоров Евромайдана. В то же время принадлежавший ему телеканал «Интер» тогда придерживался провластной ориентации.
Имя Фирташа упоминалось на страницах WikiLeaks в связи с уголовным делом россиянина Могилевича. По информации WikiLeaks сам Фирташ объяснил своё участие в уголовном деле недоразумением, случившимся из-за того, что в своё время он купил две иностранных компании, учредителями в которых были жена Могилевича и партнёр Могилевича Игорь Фишерман (оба по прежнему разыскиваются ФБР).
Дмитрий Фирташ и его бизнес-партнёр Сергей Лёвочкин присутствовали весной 2014 года на встрече между Виталием Кличко и Петром Порошенко, по итогам которой было подписано конфиденциальное соглашение о поддержке Порошенко на президентских выборах.
Согласно расследованию журналистов агентства «Рейтер», опубликованного осенью 2014 года, Дмитрий Фирташ смог приобрести по льготной цене более 20 млрд м³ газа и получить кредитов от Газпромбанка на более $11 млрд благодаря поддержке президента России Владимира Путина. Reuter утверждает, что российское кредитное учреждение приступило к кредитованию компаний Фирташа вскоре после прихода Виктора Януковича к власти в феврале 2010 года.

## Уголовное преследование
12 марта 2014 года Дмитрий Фирташ задержан австрийскими правоохранителями в Вене по запросу ФБР. Задержание Фирташа было проведено силами управления по борьбе с организованной преступностью и подразделения COBRA. Федеральная полиция Австрии сообщила, что Фирташ находится в розыске с 2006 года и обвиняется во взяточничестве и создании преступного сообщества — США обвиняли Фирташа в даче крупной взятки в обмен на лицензии на разработку месторождений титана в Индии.
21 марта 2014 года был отпущен на свободу под рекордный для Австрии залог в 125 млн евро, переведённые под 12 % годовых российским бизнесменом Василием Анисимовым.
30 апреля 2015 года суд Вены отказал США в экстрадиции Фирташа, постановив, что обвинения против Фирташа политически мотивированы, и разрешив ему покинуть территорию Австрии. Судья Кристоф Бауэр пояснил, что он усматривает в американских обвинениях против Фирташа политический мотив; в подтверждение своих заявлений судья привёл факт того, что США «явно не хотели», чтобы В. Кличко, поддерживаемый Фирташем, играл главную роль на Украине и выразил сомнение в том, что свидетели по делу Фирташа, на которых ссылались американские власти, вообще существуют. В октябре 2015 защита получила решение суда, позволяющие Фирташу выехать из Австрии.
7 июня 2015 на Украине были арестованы 46 объектов недвижимости, принадлежащие группе компаний Ostchem, входящей в Group DF. В отношении компаний Дмитрия Фирташа были выдвинуты обвинения в нанесении убытков государству в размере 5,742 млрд гривен (273 млн долларов), в том числе долг госкомпании 3,343 млрд гривен (159 млн долларов) плюс неполученные доходы на сумму 2,4 млрд гривен (114 млн долларов). Ранее в хранилищах Укртрансгаза было арестовано около 500 тыс. кубометров природного газа, принадлежащего группе Ostchem.
29 ноября 2015 глава МВД Арсен Аваков заявил, что Фирташ будет задержан в случае своего возвращения на Украину, в связи с соответствующим обращением Министерства юстиции США. Фирташ назвал действия украинской власти в отношении себя преступными и расценил их как политическое преследование.
21 февраля 2017 года Высший земельный суд Вены признал допустимой экстрадицию Дмитрия Фирташа в США по запросу прокуратуры Испании. Фирташ взят под стражу.
23 февраля Земельный суд Вены отказался удовлетворить запрос прокуратуры Вены об аресте Фирташа по экстрадиционному ордеру Испании.
24 февраля Земельный суд Вены отклонил требование прокуратуры Вены задержать Фирташа в рамках дела об экстрадиции в США и освободил его без дополнительного залога.
25 июня 2019 года Верховный суд Австрии разрешил экстрадировать Фирташа по запросу США. Окончательное решение об экстрадиции осталось за министром юстиции Австрии. Министр юстиции Клеменс Яблонер согласовал выдачу Фирташа 16 июля, однако в тот же день адвокаты Фирташа подали новое ходатайство, до рассмотрения которого выдача олигарха США невозможна.

## Семья
- Первая жена — Людмила Грабовецкая, дочь Иванна 1988 г.р. от первого брака[56].
- Вторая жена — с сентября 2001 по 2005 года был[57] женат на Марии Михайловне Калиновской. Украинский журналист Мустафа Найем утверждает[58], что этот брак был фиктивным и его целью были гарантии инвестиций Калиновской в компанию Eural Trans Gas. Пасынок — Сергей Калиновский, в 2007 году стал виновником ДТП, в котором погибло 2 человека, сбежал из-под подписки о невыезде и до 2015 года находился в розыске[59].
- Третья жена — Лада Павловна Фирташ, у них двое детей: дочь Анна 2005 г.р. и сын Дмитрий 2007 г.р. Лада Фирташ является учредителем и Председателем Правления благотворительного фонда FIRTASH Foundation[60], а также Председателем Совета по инвестициям и девелоперским проектам[61].

## Награды
- В 2011 году награждён орденом РПЦ святого преподобного Серафима Саровского II степени[62].